# Остров (Талдомский городской округ)
Остров — деревня в Талдомском районе Московской области России, входит в состав сельского поселения Ермолинское. Население — 12 чел. (2010).

## География
Расположена среди болотного массива (отсюда название) на севере Московской области, в восточной части Талдомского района, у границы с Сергиево-Посадским районом, примерно в 30 км к востоку от центра города Талдома, с которым связана прямым автобусным сообщением.
Ближайший населённый пункт — деревня Большое Семёновское. Западнее деревни находится участок «Дубненский болотный массив» государственного природного заказника «Журавлиная родина».

## Население
| 1859 | 1905 | 1926 | 2002 | 2006 | 2010 |
| ---- | ---- | ---- | ---- | ---- | ---- |
| 157  | ↗164 | ↗185 | ↘7   | ↘4   | ↗12  |

## История
В «Списке населённых мест» 1862 года — владельческая деревня 2-го стана Переяславского уезда Владимирской губернии по левую сторону Углицкого просёлочного тракта, от границы Александровского уезда к Калязинскому, в 60 верстах от уездного города и 46 верстах от становой квартиры, при озере Заболотском, с 19 дворами, заводом и 157 жителями (71 мужчина, 86 женщин).
По данным 1905 года входила в состав Федоцевской волости Переяславского уезда, 37 дворов, 164 жителя.
По материалам Всесоюзной переписи населения 1926 года — деревня Измайловского сельского совета Семёновской волости Ленинского уезда Московской губернии, в 11,7 км от шоссе Углич — Сергиев и 21,3 км от станции Талдом Савёловской железной дороги, проживало 185 жителей (81 мужчина, 104 женщины), насчитывалось 41 хозяйство, из которых 38 крестьянских.
С 1929 года — населённый пункт в составе Ленинского района Кимрского округа Московской области.
Постановлением ЦИК и СНК от 23 июля 1930 года округа как административно-территориальные единицы были ликвидированы. Постановлением Президиума ВЦИК от 27 декабря 1930 года городу Ленинску было возвращено историческое наименование Талдом, а район был переименован в Талдомский.
1930—1936 гг. — деревня Измайловского сельсовета Талдомского района.
1936—1963, 1965—1994 гг. — деревня Николо-Кропоткинского сельсовета Талдомского района.
1963—1965 гг. — деревня Николо-Кропоткинского сельсовета Дмитровского укрупнённого сельского района.
1994—2004 гг. — деревня Николо-Кропоткинского сельского округа Талдомского района.
2004—2006 гг. — деревня Ермолинского сельского округа Талдомского района.
С 2006 г. — деревня сельского поселения Ермолинское Талдомского муниципального района Московской области.